# 織田長明
織田 長明（おだ ながあき）は、江戸時代前期の大名。大和国戒重藩3代藩主。長政流織田家3代。通称は主殿。

## 生涯
2代藩主・織田長定の長男として誕生。
寛文12年（1672年）8月6日、父の死去により家督を相続する。しかし、病弱だったようであり、若年での隠居を余儀なくされた。延宝9年（1681年）3月19日、幕府に宇陀松山藩主・織田長頼の三男・長清との養子縁組を願い出る。なお、養子候補者としては、その他に旗本の織田貞則、織田貞輝、柳本藩主織田成純も挙げられていた。年齢的な問題から長清に決まったようである。
延宝9年（1681年）7月10日、5代将軍・徳川綱吉に御目見する。天和3年（1683年）5月2日に隠居し、養嗣子・長清に家督を譲った。元禄6年（1693年）11月4日、幕府から戒重に移住する許可を得る。
元禄12年（1699年）7月10日、戒重にて死去した。享年40。墓所は奈良県桜井市芝の慶田寺。

## 系譜
正室、子女ともになし。
- 父：織田長定
- 母：不詳
- 養子
  - 男子：織田長清 - 織田長頼の三男